# Eudyptes chrysocome

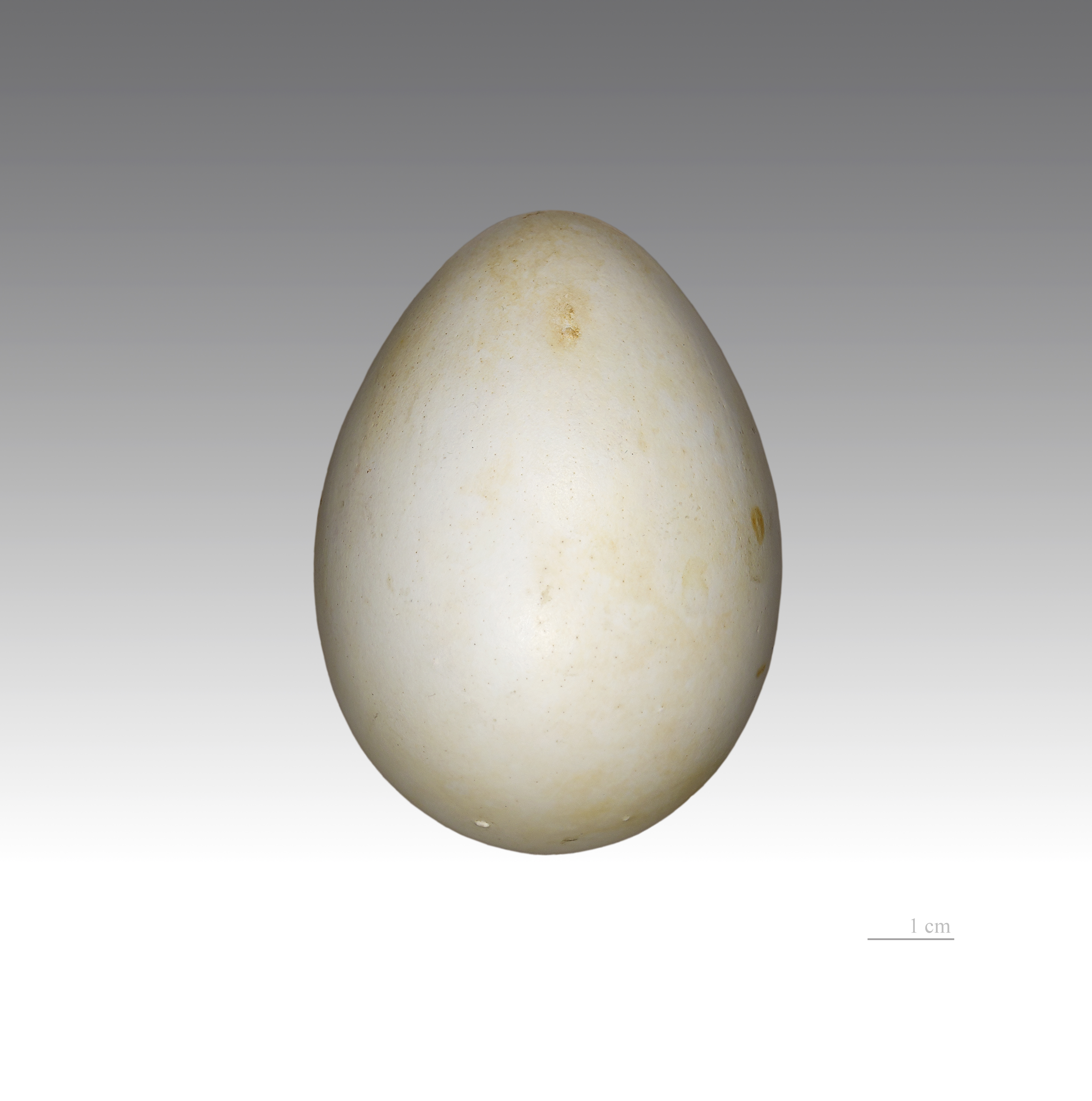
Huevo de Eudyptes chrysocome

El pingüino penacho amarillo (Eudyptes chrysocome) es una especie de pingüino estrechamente relacionada con el pingüino macaroni.

## Apariencia y conservación
Este es el más pequeño de los pingüinos crestados. Su color es negro y blanco; alcanza una longitud de 55 cm y tiene un peso medio de 3.35 kg. Tiene la parte superior oscura coronada por cejas de plumas de color amarillo brillante que se proyectan hacia atrás sobre los ojos rojos. 

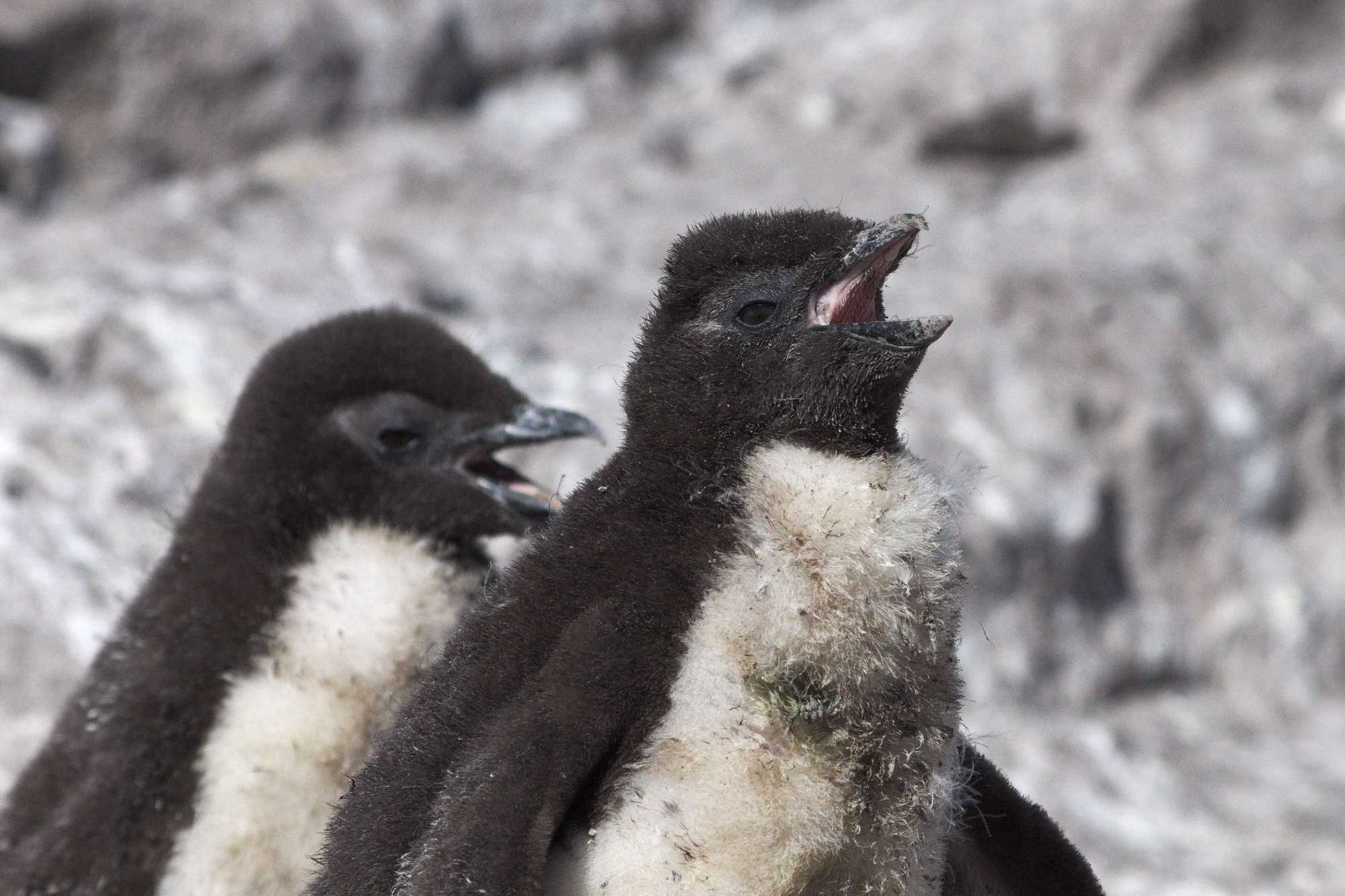
Crías de Pingüino Penacho amarrillo en Parque Interjurisdiccional Marino Isla Pingüino (Santa Cruz-Argentina)

Crían en colonias, desde el nivel del mar hasta las cumbre de los cerros y, algunas veces, tierra adentro. Se alimentan de kril, calamar, pulpo, pescado, moluscos, plancton, sepia y crustáceos.
El pingüino de penacho amarillo austral tiene una población global de alrededor de 3.5 millones de parejas. 
- La subespecie Eudyptes chrysocome chrysocome cría en el sur de Chile, en las islas Malvinas, en la isla de los Estados y otras islas del sur de Argentina (Parque interjurisdiccional marino Isla Pingüino)
- La subespecie Eudyptes chrysocome filholi cría en las islas del Príncipe Eduardo, las islas Crozet, las islas Kerguelen, la isla Heard, la isla Macquarie, la islas Campbell, Nueva Zelanda y las islas Antípodas.

## Estado
Esta especie se encuentra en un estado de conservación "vulnerable" debido a la desaparición de un 24% de su población en los últimos treinta años.

## Denominación
Como su nombre indica, el pingüino de penacho amarillo austral se distingue por tener una ceja color amarillo brillante que se extiende hacia atrás. 
Anteriormente el nombre científico del pingüino de penacho amarillo era Eudyptes crestatus.